# Championnats d'Europe de badminton 1980
Navigation
Preston 1978 Böblingen 1982
Les championnats d'Europe de badminton 1980, septième édition des championnats d'Europe de badminton, ont lieu du 17 au 20 avril 1980 à Groningue, aux Pays-Bas.

## Médaillés
| Épreuve       | Or                             | Argent                           | Bronze                             |
| ------------- | ------------------------------ | -------------------------------- | ---------------------------------- |
| Simple hommes | Flemming Delfs                 | Morten Frost                     | Svend Pri                          |
| Simple hommes | Flemming Delfs                 | Morten Frost                     | Ray Stevens                        |
| Simple dames  | Liselotte Blumer               | Anette Börjesson                 | Jane Webster                       |
| Simple dames  | Liselotte Blumer               | Anette Börjesson                 | Lena Axelsson                      |
| Double hommes | Claes Nordin / Stefan Karlsson | Bengt Fröman / Thomas Kihlström  | Flemming Delfs / Steen Skovgaard   |
| Double hommes | Claes Nordin / Stefan Karlsson | Bengt Fröman / Thomas Kihlström  | Mike Tredgett / Ray Stevens        |
| Double dames  | Jane Webster / Nora Perry      | Kirsten Larsen / Pia Nielsen     | Anne Skovgaard / Dorte Kjær        |
| Double dames  | Jane Webster / Nora Perry      | Kirsten Larsen / Pia Nielsen     | Alla Prodan / Nadezhda Litvincheva |
| Double mixte  | Mike Tredgett / Nora Perry     | Lars Wengberg / Anette Börjesson | Billy Gilliland / Christine Heatly |
| Double mixte  | Mike Tredgett / Nora Perry     | Lars Wengberg / Anette Börjesson | Derek Talbot / Karen Chapman       |
| Par équipes   | Danemark                       | Angleterre                       | Suède                              |

## Tableau des médailles
| Rang | Pays             | Médaille d'or | Médaille d'argent | Médaille de bronze | Total |
| ---- | ---------------- | ------------- | ----------------- | ------------------ | ----- |
| 1    | Danemark         | 2             | 2                 | 3                  | 7     |
| 2    | Angleterre       | 2             | 1                 | 4                  | 7     |
| 3    | Suède            | 1             | 3                 | 2                  | 6     |
| 4    | Suisse           | 1             | 0                 | 0                  | 1     |
| 5    | Écosse           | 0             | 0                 | 1                  | 1     |
| 5    | Union soviétique | 0             | 0                 | 1                  | 1     |